# Raymond Maufrais
 (mai 2024).
Si vous disposez d'ouvrages ou d'articles de référence ou si vous connaissez des sites web de qualité traitant du thème abordé ici, merci de compléter l'article en donnant les références utiles à sa vérifiabilité et en les liant à la section « Notes et références ».
Raymond Maufrais, né le 1er octobre 1926 à Toulon et disparu en janvier 1950 au cours d'une expédition solitaire dans la forêt guyanaise, est un explorateur français.

## Biographie

### Enfance et adolescence aventureuses
Raymond Maufrais naît à Toulon, le 1er octobre 1926. Raymond est fils unique, et il est l'objet d'un grand attachement de la part de ses parents. Dès les premières années d'école, les disputes, lors des récréations, sont si fréquentes que ses parents se trouvent bientôt dans l'obligation de l'envoyer en pension en dehors de Toulon, alors qu'il n'a pas encore neuf ans. Avec deux de ses camarades, à qui il a vanté les lointaines colonies françaises comme étant le paradis terrestre, il saute le mur du pensionnat et disparaît dans les régions boisées et vallonnées du Haut-Var. La gendarmerie va battre la région pendant trois jours. Le quatrième, Raymond et ses deux amis sont découverts dans une grotte, en bonne santé : ils avaient eu la précaution d'emporter avec eux des provisions. « Je croyais pouvoir arriver dans une colonie en marchant vers la montagne », avoue-t-il aux gendarmes qui l'interrogent.
Venu au scoutisme (son totem : Otarie Téméraire), il entre à l’École Rouvière de Toulon en octobre 1939. Ce n'est pas ce qu'on peut appeler un brillant élève, mais il est excellent en littérature française et aime les classiques ; son professeur de français, Charles Laure, remarque très vite ses dons d'écrivain, notamment ses descriptions précises de situations. Appelé « le futur journaliste » par ses professeurs, Raymond ne cache pas son désir de devenir plus tard un grand reporter, ce qui fait le désespoir de sa mère, seule à l'élever depuis que son mari, après la défaite de juin 1940, est prisonnier en Allemagne. Elle espère le voir entrer un jour à l'Arsenal maritime de Toulon, comme l'avait d'ailleurs fait son père Edgar, comptable au bureau des salaires. Devant son bureau d'écolier, le garçon attache une carte de l'Amérique du Sud, achetée à l'insu de ses parents et qu'il contemple en rêvant. À l'emplacement du Matto-Grosso, au centre du Brésil, il a tracé une croix rouge : « C'est là que j'irai. Plusieurs expéditions ont échoué, moi, je réussirai », dit-il à sa mère, qui s'inquiète à nouveau de le voir si peu studieux.
Raymond Maufrais est un enfant unique mais qui vit intensément l'aventure que lui offre le scoutisme, qu'il pratique chez les Éclaireurs de France de Toulon dans la Troupe du Gui, Tribu des Chênes Verts (Groupe III de Toulon). En septembre 1942, il intègre les Routiers du Clan du Genévrier. Sa spécialité est la spéléo-escalade et il obtient le totem d’« Otarie téméraire », parce que c’est un excellent nageur et un plongeur intrépide (il reçoit son brevet de nageur-sauveteur scolaire la même année).
En 1942, alors que Raymond n'a que seize ans et demi, il écoute les émissions quotidiennes de la BBC et annonce sa décision de rejoindre l'Angleterre. La veille d'embarquer près de Dieppe, il glisse le long de la falaise, dans sa chute heurte un rocher et se fracture plusieurs côtes. Inconscient, Raymond est recueilli par le maire du village voisin et confié aux sœurs d'un couvent qui vont le soigner. Impossible dès lors de partir. Il ne retrouve pas d'autres occasions d'embarquer pour Londres, et à la fin août, déçu, il retourne à Toulon. Comme beaucoup de jeunes de son âge, en participant à des actions de résistance, modestes peut-être, il a le sentiment d'aider à la libération de la France contre l'oppresseur. Il distribue des tracts et les journaux du réseau Combat dans les boîtes aux lettres des immeubles, placarde des affichettes aux croix de Lorraine sur les édifices publics, trace à la craie des « V » de victoire sur les murs de la ville, et recueille des informations çà et là sur les mouvements des troupes ennemies, participe avec les routiers à ses missions de transport d'armes et de munitions.
Ce que Raymond ignore encore, c'est que son père s'est engagé dans la résistance dès juin 1942 et qu'il est devenu chef de groupe dans le réseau Armée secrète et Combat ; son domicile sert de boîte à lettres au réseau.
Raymond, envoyé à Cahors, ne reste pas longtemps en pension : « La France a besoin d'hommes, non de diplômes. Je pars », écrit-il à ses parents, et il s'engage dans le maquis du Périgord. Il va ensuite seconder son père dans la préparation du débarquement de Provence. Mais ce dernier se sent obligé de freiner son enthousiasme : pour l'empêcher d'aller faire seul le coup de feu, Edgar l'attache littéralement à lui, pendant les heures de repos, en fixant le bout d'une ficelle à son poignet et l'autre à la cheville de son fils.
Dès le 18 août 1944, le père et le fils participent côte à côte très activement à la libération de Toulon. Edgar est blessé lors de l'attaque d'un convoi allemand et Raymond, nommé sergent FFI, s'illustre à plusieurs reprises. Pour ces faits d'armes, Raymond sera cité à l'ordre de la Brigade et décoré, devant les troupes, de la croix de guerre avec étoile de bronze et de la médaille de la reconnaissance française. Il n'a pas encore dix-huit ans. Après la libération de Toulon, il entend mener une vie active, une vie « d'homme ». Il s'engage dans l'armée, d'abord comme correspondant de guerre, puis comme parachutiste. Démobilisé alors que sa classe n'a pas encore été appelée, il va se rendre en Corse, en Italie, le long de la Côte d’Azur pour divers reportages.

### Expéditions chez les Indiens Chavantes du Mato-Grosso (Brésil)
En juillet 1946, Raymond s'embarque pour le Brésil, sans argent, ses économies et celles de ses parents n'ayant servi qu'à lui payer le voyage en bateau. À Rio, il va lier connaissance et partager la vie d'une dizaine de jeunes gens, de nationalités diverses. Un soir du début septembre, il parie 1 000 cruzeiros avec le rédacteur du Brazilia Herald qu'il se rendra dans les terres inexplorées du centre brésilien. Raymond, qui a le contact facile, fait la connaissance d'une comtesse italienne, à laquelle il confie ses projets ; amie d'un ministre, elle lui ouvre des portes jusque-là fermées et lui permet d'être admis au sein de la mission de pacification auprès des Indiens Chavantes, appelés « les tueurs du Mato-Grosso » et réputés très hostiles aux Blancs. En attendant le départ de la mission, il rédige des articles, prend des notes pour le livre qu'il projette d'écrire. Pendant les semaines que dure son attente, il va à la rencontre de trafiquants de peaux, de prospecteurs d'or, de chercheurs de diamants. Il décrira dans son livre les souffrances, les espoirs et les déceptions de ces travailleurs de force, obnubilés par la découverte de la grosse pépite ou du diamant colossal qui les rendra immensément riches. Maufrais rencontre aussi des hommes qui croient en l'avenir du Mato Grosso en termes de grenier du Brésil, il assiste aux prémices du front pionnier.
Après des semaines d'attente, le chef de l'expédition, Francisco Meirelles arrive à la rencontre du Français. Les membres de l'expédition sont au nombre de douze. Ils remontent les rivières, traversent la jungle à cheval avant de partir au nord vers l'ile de Bananal. Là-bas ils font la rencontre des Indiens Carajas (Karaja) avec lesquels ils vont passer plusieurs jours. Maufrais met à profit ce temps pour rédiger et livrer dans son carnet une étude quasiment ethnologique de ces indiens, relatant leurs coutumes, leur vie, leurs lois, etc. 
Après 1 800 kilomètres de rivières, puis 900 de savanes et de forêts, la mission arrive au cœur du Mato-Grosso et débouche sur une clairière de la Serra do Roncador où sont découverts les restes de l'expédition disparue de Pimentel Barbosa, dont tous les membres ont été tués par les Chavantes. Assaillie par un tir de flèches d'Indiens, l'expédition de Meirelles doit reculer, puis fuir abandonnant derrière elle un homme tué d'une flèche dans le cou. Le retour est particulièrement pénible, la troupe, déçue, souffre de la faim et de la soif. De cette expédition, Maufrais tire un livre: Aventures au Mato-Grosso. Refusé par plusieurs éditeurs, il ne sera publié qu'après sa disparition.
Le chef de l'expédition, Franciso Meirelles, refuse de s'avouer vaincu et repart à Rio pour mettre sur pied une nouvelle expédition plus importante encore. Au début de l'année 1947, l'expédition retrouve Maufrais resté au Mato-Grosso. Tous partent à la recherche d'un contact avec les Indiens Chavantes. Après plus de trois mois d'approche l'expédition réussit avec les premiers échanges cordiaux entre les Indiens et les hommes de Meirelles. La mission de pacification a réussi. Néanmoins, comme l'indique Geoffroy Crunelle dans la postface de Aventures au Mato Grosso aux éditions AventuresPoints, Maufrais n'a consacré aucun récit à la deuxième expédition. Pourtant « des photographies, des articles de presse brésilienne, des témoignages de journalistes et des extraits de films prouvent qu'il [Maufrais] a bien participé à la seconde équipée ». Crunelle émet deux hypothèses: « Maufrais aurait rédigé deux ouvrages, un pour chaque expédition mais seul le premier fut publié (le deuxième probablement perdu) ; soit il n'a pas jugé intéressant de décrire la seconde expédition, au sein de laquelle il n'était plus le seul reporter, et probablement dénué des péripéties connues lors de son premier périple ».

### Voyage sans retour en Guyane
En 1947, Raymond Maufrais revient en France et commence à rédiger, à partir de son carnet de notes, son livre Aventures au Matto-Grosso, qui ne sera publié qu'après sa mort. Il donne des conférences à Toulon et dans d'autres villes françaises et à l'étranger. Le jeune explorateur raconte son séjour au Mato-Grosso et annonce son projet : relier la Guyane française et le Brésil par les monts Tumuc-Humac, puis redescendre le rio Jary jusqu'à la ville de Bélem. Ceci, à pied, et seul. Il veut en outre faire la lumière sur certains Indiens de la Guyane qui seraient grands, blonds et vivraient de façon primitive. Raymond est alors partagé entre deux sentiments antagonistes : rester en France ou respecter ses engagements et partir. Mais c'est l'homme d'action qui l'emporte, et le 17 juin 1949, sans grand enthousiasme, inquiet, voire angoissé quant à son avenir, presque oppressé par un pressentiment, Raymond embarque sur le Gascogne avec, en poche, une avance de la revue Sciences et Voyages sur ses futurs articles. Sur le quai, son père lui promet : « Si tu n'es pas de retour dans six mois, j'irai te chercher. »
Raymond Maufrais débarque à Cayenne, rédige des reportages dans lesquels il raconte la vie quotidienne des lépreux de l'Acarouany, celle des bagnards libérés, des Indiens Galibis le long de la côte, des chercheurs d'or.
En septembre, il obtient d'accompagner une mission géologique et atteint, après neuf jours de pirogue, le village de Sophie. Cette remontée du fleuve Mana ne compte pas moins de 99 sauts (rapides de Guyane), qu'il faut passer, pour certains, en se jetant à l'eau et en tirant le canot à la corde. Au passage d'un des sauts, Raymond provoque l'étonnement respectueux du groupe : alors qu'il pense avoir tué un caïman d'un coup de chevrotine et que personne ne semble vouloir le récupérer, il prend son couteau, saute dans l'eau, rattrape le reptile qui fuit, blessé. Il le poursuit, lui donne plusieurs coups de couteau et finalement le ramène sur la berge. Il atteint enfin Maripasoula le 25 octobre où il va rester trois semaines en attendant que les pluies cessent et que l'occasion se présente de poursuivre son aventure.
Il accepte de partir avec le gendarme du poste jusqu'à Grigel où on lui fait don d'une pirogue abandonnée, presque inutilisable. Il n'emporte pas de vivres, n'ayant plus d'argent pour en acheter ; il compte se nourrir des produits de sa pêche et de sa chasse.
Il s'engage seul sur la piste, sac au dos, carabine à la main et son chien Bobby trottinant à ses côtés. Rapidement, il se rend compte que le poids de son sac tyrolien est excessif ; il doit le scinder en deux. Pendant dix jours, il va marcher un kilomètre, déposer le premier sac, puis faire demi-tour pour aller rechercher le second. Il abandonne finalement ce système épuisant, et se débarrasse d'une musette. Raymond tient quotidiennement à jour son carnet de route - comme il l'a fait depuis son arrivée en Guyane -, exprimant ses états d'âme, ses difficultés, ses espoirs, ses angoisses. Mais son calvaire commence : il se foule la cheville, ne trouve pratiquement rien à manger, souffre de dysenterie et doit lutter en permanence contre l'hostilité de la forêt. Il ne se nourrit que de lézards, d'escargots, de graines, de rares oiseaux ou d'une tortue. Le 1er janvier 1950, dans un état d'épuisement complet, il atteint enfin le Tamouri et le Dégrad (nom guyanais pour un petit embarcadère) Claude, où se dressent quelques carbets abandonnés. La faim le fait délirer, l'empêche de tenir fermement sa carabine pour tirer, lui sape le moral. À bout de forces, il abat son chien Bobby et le dévore.
Il lui reste malgré tout assez de raison, dans son effondrement, pour accepter maintenant de modifier son trajet et de se rendre au plus vite à un poste habité. Acculé par la faim, il décide d'aller à la nage au village créole de Bienvenue, à 70 kilomètres de là. Ensuite, ravitaillé et soigné, il remonterait le fleuve vers le Nord pour s'y refaire une santé et reconstituer son matériel avant de repartir. Le vendredi 13 janvier, il place dans le petit sac étanche de son appareil photo les objets de première nécessité et, à son cou, il attache sa machette. Il range ses affaires sous le carbet, y laisse ses carnets de notes, qu'il avait fidèlement tenus, malgré son extrême faiblesse. Raymond Maufrais se jette à l'eau et disparaît dans les remous. Personne ne le reverra plus.
Fin février, début mars 1950, plus d'un mois après que Raymond Maufrais a quitté le Dégrad Claude, un Indien Emérillon se rend sur le Tampock et trouve les objets abandonnés sous le carbet par Raymond Maufrais. Ce n'est que le 6 juillet que l'agence de presse de Guyane hollandaise (l'actuel Suriname), lance dans le monde entier la nouvelle de sa disparition. Le lendemain, la presse française s’en fait l'écho, et c'est le début de l'« affaire Maufrais ». Elle sera alimentée par une foule d'articles, d'hypothèses plus ou moins rationnelles, de controverses sans fin.

### Un père à la recherche de son fils disparu

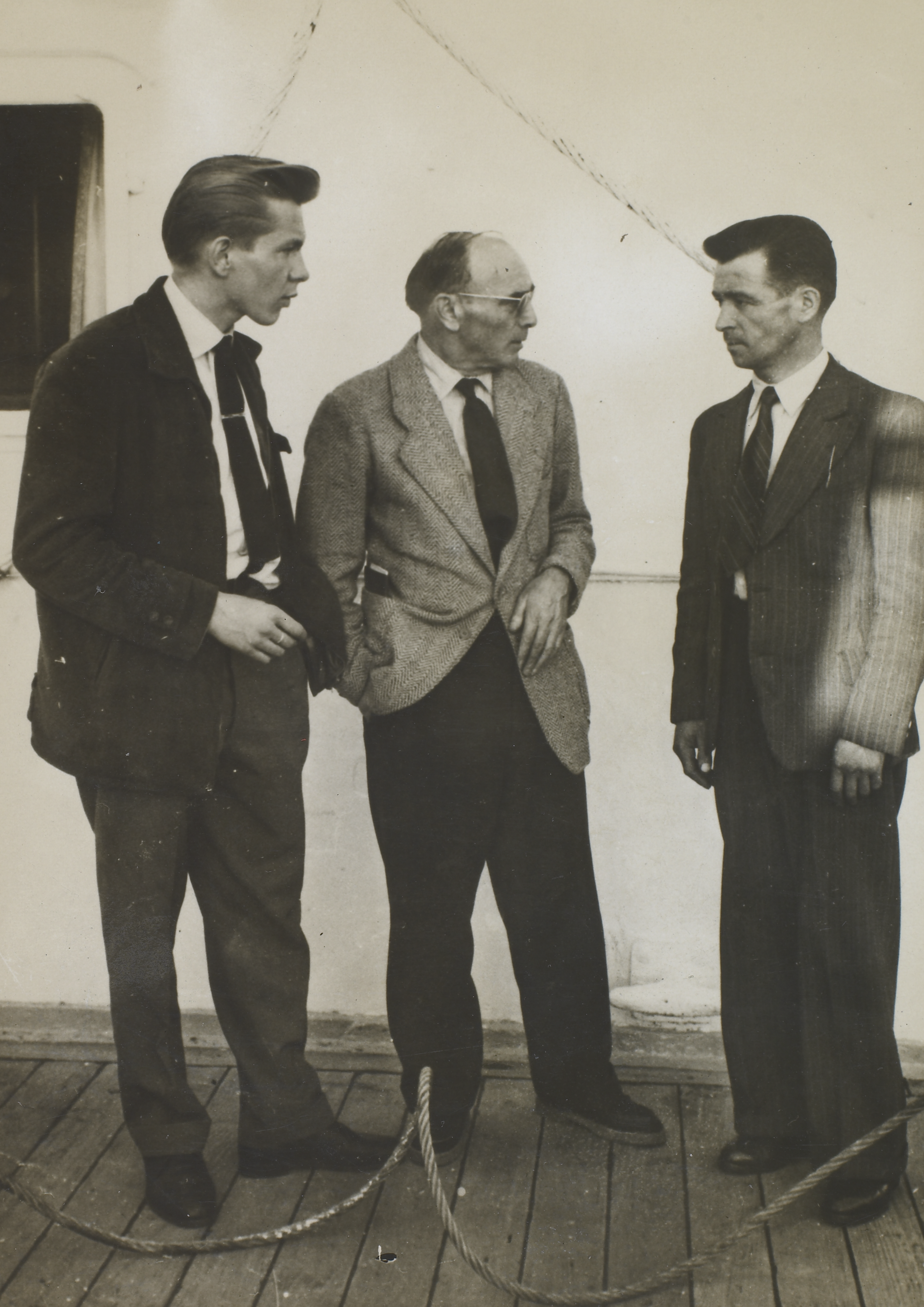
Edgar Maufrais (au centre), au Brésil en 1956, pour chercher son fils.

Des journalistes de publications à sensations, entretiennent le mythe de la découverte de Raymond Maufrais par des Indiens itinérants inconnus (les Oyaricoulets, par exemple), qui l'auraient emmené avec eux pour le soigner et le nourrir. Rétabli, il serait devenu leur chef, ou, amnésique, les aurait suivis dans leurs déplacements. Certains même, dont un journaliste brésilien qui était avec Raymond pendant l'expédition Meirelles au Mato Grosso, affirment qu'il se cache dans la forêt : il attend son père parti à sa recherche pour réapparaître, ceci dans le seul but de se faire de la publicité. Des radiesthésistes confirmeront cette théorie et iront même jusqu'à situer précisément sur une carte l'endroit où Raymond Maufrais, malade et blessé, serait retenu prisonnier par des Indiens.
Une seconde aventure commence le 18 juillet 1952, lorsque le père de Raymond s'embarque à bord du Claude Bernard à destination du Brésil, laissant dans le petit appartement de Toulon une épouse désespérée, prostrée devant les photos de son fils disparu et de son mari. Edgar Maufrais va parcourir en tous sens l'Amazonie, se rendre dans tous les endroits où on lui a signalé la présence d'un Blanc. Et cette présence est attestée partout, jusqu'en Europe et en Afrique. Edgar monte dix-huit expéditions, parcourt douze mille kilomètres en douze ans, montrant à tous ceux qu'il rencontre la photo de son fils. Il connaît la trahison, la prison, la faim, la maladie, au cours de cette quête inlassable. Et cela, sans aucune préparation, sans moyens : il a demandé un congé sans solde à l'Arsenal. Ses voyages n'ont pu être organisés qu'avec la vente des bijoux familiaux et les droits d'auteur des deux livres de son fils (Aventures au Mato-Grosso et Aventures en Guyane, tous deux édités après sa disparition) et de celui qu'il a écrit et intitulé À la recherche de mon fils, publié aux Éditions Julliard.
Edgar Maufrais finit par renoncer, presque aussi épuisé que son fils, après qu'une mission de gendarmerie, en juin 1964, l'a retrouvé au bord de l'inanition, près de Dégrad Hubert, en compagnie d'une famille indienne tout aussi affaiblie. Sauvé de justesse, il accepte de mettre fin à ses recherches et de rentrer à Toulon, où il meurt dix ans plus tard. Son épouse, restée seule lors des différentes expéditions de recherche en Guyane et au Brésil, attendit, recluse, le retour de son fils unique, perdit peu à peu la raison et s'éteignit en 1984 dans un foyer de Toulon.

## Hommages
Une Association des Amis de l'Explorateur Raymond Maufrais (AAERM) existe depuis plus de 70 ans. En 2015 l'association est renommée Association des Amis d'Edgar et Raymond Maufrais . Elle vise à perpétuer le souvenir du jeune explorateur et de son père qui le rechercha pendant près de 10 ans.
Une rue Raymond et Edgar Maufrais existe à Toulon dans le quartier de la Floranne, elle fut baptisée en 1976.
Il existe une plaque en hommage à Raymond Maufrais au numéro 9 rue des Bonnetières à Toulon, là où ont vécu l'explorateur et sa famille. Cette plaque a été financée par l'AAERM. Il existe également une plaque déposée en 1993 par un membre de l'association au Degrad Claude, le dernier campement connu de Maufrais avant sa disparition.
En 2013-2014 Jeremy Banster réalise dans la forêt guyanaise son premier long-métrage, La Vie pure, un biopic tiré de la vie de l'explorateur français Raymond Maufrais. Le film est nommé deux fois aux Lumières 2016, Meilleur Premier film pour Jeremy Banster et Révélation masculine pour Stany Coppet. Il obtient aussi l'Orchidée de bronze au festival du film de La Réunion en 2014 et est sélectionné dans une quinzaine d'autres festivals nationaux et internationaux.

### Filmographie
- Voyage au bout de la vie, film documentaire de Philippe Jamain, Les Films de la vallée, 1994, 26 min ;
- Raymond l’intrépide. Le destin tragique des Maufrais, documentaire historique de Christian Philibert, VBC Production, 2000, 52 min ;
- Au nom du fils, film documentaire de Philippe Jamain, Aber images, Les Films de la vallée, 2003, 52 min ;
- La Vie pure, long-métrage de Jérémy Banster, avec Stany Coppet dans le rôle de Raymond Maufrais, sorti le 25 novembre 2015.
- Amazonie, dans les pas de Raymond Maufrais, film documentaire d’Eliott Schonfeld, Bo Travail, 2020, 52 min